# Listă de reviste desființate din România
Aceasta este o listă de reviste desființate din România:
- Acasă Magazin
- Aghiuță (revistă)
- Albina Românească
- Arici-Pogonici

- Baricada, prima revistă privată postdecembristă [1]
- Buletinul Comisiunii Monumentelor Istorice

- Claponul
- Colecția „Povestiri științifico-fantastice” (ed. Știință & Tehnică)
- Cuget Clar

- Diva (revistă)
- Drum Drept

- Era Socialistă (revistă)
- Eve (revistă)

- Foaie pentru minte, inimă și literatură
- Funcționarul de bancă

- Gazeta Tribunelor, revistă existentă la 1861[2]
- Gândirea (revistă)
- Geopolitică și geoistorie
- Glasul Nostru
- Glasul patriei

- Jurnalul SF
- Jurnalul Telegrafic

- Literatură și Știință
- Lupta Ardealului
- Lupta de clasă

- Meșterul Manole (revistă)
- MyLINUX
- Națiunea română
- Neamul românesc

- Paradox (revistă)
- Povești Adevărate
- Propășirea

- Rampa (revistă)
- Răvașul
- Recreații științifice
- Repere Transilvane
- Revista Caleidoscop
- Revista de Fizică și Chimie
- Revista Înfrățirea
- Revista Napoca Universitară
- Revista Politică, existentă la 1861[2]
- Revista Poștelor, Telegrafelor și Telefoanelor
- Revista Română de Drepturile Omului, editată de APADOR-CH în perioada 1993-2005[3][4]
- Revista Telegrafică, Telefonică și Poștală
- Romänische Revue

- Quasar (revistă)

- Sci-Fi Magazin
- Start 2001
- String
- Șoimii (revistă)
- Succes (revistă)

- Teatrul (revistă)

- Urzica (revistă)

- Zig Zag

- Convingeri comuniste[5]

- Șoapte, Farul, Dobrogea socialistă, Foaia plugarului, Limanul, Marea Neagră, Nădejdea, Pontice [6]

- „Cronica”, „Revista modernă”, „Viața nouă” [7]

- „Ideea europeană”, „Studii filosofice” - vezi Nicolae C. Ionescu

- „Universul Literar", „Viața", „Bis", „Vremea", „Cortina", „Secolul XX", „Manuscriptum" [8]

- „Revista Critică”, existentă în 1934 [9]

- „Cinema” [10]

- „Modern”, cea mai în vogă revistă de modă comunistă [11]

- „Expres Magazin”, „Infractorul”, „VIP”

- „Furnica”, revistă umoristică înființată în 1904 de George Ranetti și N.D. Țăranu[12]

- „Ilustrațiunea”, apărută între anii 1860-1861. A fost primul ziar ilustrat din istoria presei românești[13][14]

- „Magazin Infractoarea” -   Arhivat în 29 mai 2011, la Wayback Machine.

- „Noua revistă română” - existentă la 1911 [15]

- „Pițigoiul”, almanah umoristic, existent la 1946[16]

- „Revista de istorie literară și folclor”[17]

- „Simbolul” - revistă de orientare modernistă înființată în octombrie 1912 de Ion Vinea, Tristan Tzara și Marcel Iancu[18][19]

- „Simetria” - editată de G.M. Cantacuzino, Octav Doicescu, Paul Emil Miclescu și Matila Ghyka - între 1939-1947[20]

- „Vestitorul Românesc” -
- „Viața studențească” - [nefuncțională]

- „Țara noastră” [21]

## Reviste de sport
- „Stadion”, existentă înainte de 1958 -

## Publicații în limba franceză
- „La Voix de la Roumanie” (1861-1866), publicație înființată de Ulysse de Marsillac[22]
- „Le Moniteur Roumain”, a existat cel puțin între 1868-1870[22]
- „Le Journal de Bucarest”, a existat cel puțin între 1870-1876[22]

## Reviste românești din străinătate
- „Chemarea”, revistă legionară din Spania în care publica Pamfil Șeicaru, existentă în 1947[23]
- „Carpații”[23]
- „Stindardul”[23]